# Животът и приключенията на Джунипър Лий
„Животът и приключенията на Джунипър Лий“ (на английски: The Life and Times of Juniper Lee) е американски анимационен сериал, създаден от Джъд Уиник и продуциран от Картун Нетуърк Студиос. Премиерата на сериала е по Cartoon Network на 30 май 2005 г.

## Сюжет
Внимание:  Текстът по-долу разкрива сюжета на произведението (или части от него)!
Анимационният сериал се развива покрай живота на Джунипър Лий, момиче в предпубертета, живеещо в град Оркид Бей. Родният град на Лий е базиран на сегашния дом на Уиник – Сан Франциско. В Оркид Бей има голяма магическа активност и градът е изпълнен с множество демони, били те добри или лоши. Магията и човешките светове са разделени с магическа бариера, която не позволява на обикновените хора да виждат каквито и да е събития, свързани с магията, или създанията, свързани с нея. Джунипър е новата Те Хуан Зе, чиято отговорност е да поддържа равновесието между хората и магическите светове. За да може да изпълнява задълженията си тя получава магически способности, които я правят много по-силна и по-бърза в сравнение с обикновените хора. Джунипър също така използва различни магии, с които си помага. Поддържането на равновесието често се намесва в личния ѝ живот, включително в учението и социалния ѝ живот, но тя винаги успява да се справи. Шоуто е изпълнено с тънък хумор и демонстрира свеж подход към този тип анимационни сериали.

## Списък с епизоди
Вижте: Списък с епизодите на Животът и приключенията на Джунипър Лий

## „Животът и приключенията на Джунипър Лий“ в България
В България сериалът започна излъчването си на 5 ноември 2008 г. по Нова телевизия, с разписание всеки делничен ден от 06:00 по два епизода, като е дублиран на български. Втори сезон завърши същия месец. Трети сезон започна на 16 май 2009 г., всяка събота и неделя от 07:30 и завърши на 27 юни, като вторият му епизод не е излъчен. В дублажа участват Йорданка Илова, Камен Асенов, Цанко Тасев и Илиян Пенев в първи и втори сезон.
Повторно излъчване започна от 1 октомври 2009 г. до началото на 2014 г. по локалната версия на Cartoon Network, всеки делничен ден от 12:45. Дублажът е нахсинхронен в студио 1+1. Ролите се озвучават от артистите Лина Шишкова, Здрава Каменова, Ангелина Славова, Вилма Карталска, Василка Сугарева, Цанко Тасев, Илия Иванов, Кирил Ивайлов, Живко Джуранов, Христо Бонин, Тодор Георгиев, Георги Стоянов и други.
От 16 март 2010 г. до 31 март се излъчи повторно трети сезон по Диема Фемили, всеки делничен ден от 06:00 с първия дублаж, като първи епизод от сезона не беше излъчен.